# キャブ・ユニット

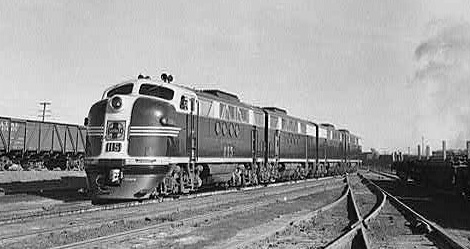
EMD FTは最初のキャブ・ユニット型機関車の一つである。

キャブ・ユニット(Cab unit)とは機関車の形態の一種で、箱形の車体で運転室があるものを言う。しばしば運転台のない同型の機関車と連結して使用され、カーボディ・ユニットと総称された。カーボディ・ユニットのうち、運転台のあるものをAユニット、ないものをBユニットといい、キャブ・ユニットはAユニットに相当する。
ブリッジ・トラスの一体型ボディを持ち、車体を強度メンバーとしている。フレームから立ち上がった車体はそのまま車幅および車長いっぱいに伸びている。そのため運転席からの後方視界は非常に悪いので、キャブ・ユニットは後方確認が重要でない状況で使用された。車内には点検用の通路がある。
キャブ・ユニットはフード・ユニットに比べて空力に優れており、ストリームライナーと総称される流線形の列車を牽引した。

## カウル・ユニット
近年、機関車メーカーは車幅いっぱいの本線用機関車を製造する際、キャブ・ユニットではなくカウル・ユニットを採用するようになった。カウル・ユニットは、フード・ユニットをベースに外装を車幅いっぱいのものに変更したもので、キャブ・ユニットと異なり強度は台枠のみが負担する。詳細はカウル・ユニットを参照。

## イギリスの例
イギリス国鉄37形ディーゼル機関車は、イギリスにおけるキャブ・ユニットの例であるが、イギリスでは「キャブ・ユニット」とは呼ばない。イギリスの他の機関車と同様、両端に運転台がある。

## 日本の例
日本では、DF50形、DD54形、DF200形等が、原義でのキャブ・ユニットに相当する。こちらもイギリスの場合と同様、いずれも両端に運転台が存在する。